# A Scrap of Paper
Pour plus de détails, voir Fiche technique et Distribution.
A Scrap of Paper est un film muet du cinéma américain de Roscoe Arbuckle sorti en 1918 destiné à promouvoir l'achat de bons pour soutenir l'effort de guerre américain.

## Synopsis
Film de propagande pour les War Bonds qui sont les obligations du gouvernement pour financer l'effort de guerre américain. Fatty y rencontre le Kaiser Guillaume II d'Allemagne et le Kronprinz Guillaume de Prusse et leur prédit qu'ils seront vaincus par les « bouts de papiers » (scrap of paper), surnom donné aux War Bonds par les américains.

## Fiche technique
- Titre original : A Scrap of Paper
- Réalisation : Roscoe Arbuckle
- Société de production : Comique Film Corporation
- Pays d’origine : États-Unis
- Langue : Intertitres en anglais
- Format : Noir et blanc - 35 mm - 1,37:1  -  Muet
- Genre : Film de propagande
- Date de sortie :
  - États-Unis : 1918

## Distribution
- Roscoe Arbuckle : Fatty
- Glen Cavender : le Kaiser
- Al St. John : le Kronprinz
- Monty Banks : le soldat